# Pleiades (спутники)
 Pleiades-1A, Pleiades-1B  (рус. Плеяда-1А, Плеяда-1Б) — военные спутники подготовленные Французским Национальным Центром Космических Исследований (CNES) для Министерства Обороны Франции, предназначенные для наблюдения Земли и ведения оптической разведки.

## Краткая характеристика спутника
Программа Pleiades High Resolution является составной частью европейской спутниковой системы ДЗЗ и ведётся под руководством французского национального космического агентства CNES начиная с 2001. Она включает в себя два спутника нового поколения сверхвысокого пространственного разрешения Pleiades-1A и Pleiades-1B с одинаковыми техническими характеристиками. Спутники синхронизированы на одной орбите таким образом, чтобы иметь возможность обеспечить ежедневную съёмку одного и того участка земной поверхности.
При обработке данных, полученных со спутников Pleiades, используется новый метод существенного улучшения пространственного разрешения и геометрии снимков, полученных со спутников Pleiades. Новый алгоритм, разработанный CNES, позволяет получать более точные снимки с чёткими контурами, по которым легче классифицируется текстура изображения. Эти усовершенствования значительно упростят процесс дешифрирования и анализа снимков, а также повысят точность 3D-моделей, созданных на основе полученных стереоснимков. Новый алгоритм позволяет получать: цветные синтезированные изображения более высокого разрешения; более точные RPC (коэффициенты рациональных полиномов), улучшающие ортотрансформирование и стереоскопическое качество снимков; практически идеальные характеристики фокальной плоскости.

## Применение
Решаемые задачи:
1. создание и обновление топографических и специальных карт и планов вплоть до масштаба 1:2000;
2. инвентаризация и контроль строительства объектов инфраструктуры транспортировки и добычи нефти и газа;
3. выполнение лесоустроительных работ, инвентаризация и оценка состояния лесов;
4. инвентаризация сельскохозяйственных угодий, создание планов землепользования, точное земледелие;
5. обновление топографической подосновы для разработки проектов генеральных планов перспективного развития городов, схем территориального планирования муниципальных районов;
6. инвентаризация и мониторинг состояния транспортных, энергетических, информационных коммуникаций;
7. широкий круг задач в области охраны окружающей среды.
8. ведение оптической разведки для нужд Министерства обороны Франции.

Группировка спутников Pleiades особенно востребована для поддержки усилий при мониторинге чрезвычайных ситуаций и ликвидации последствий стихийных бедствий. Это связано с высокой повторяемостью и оперативностью съёмки, наличием оснащённого наземного сегмента. В июле 2013 г. спутники вели съёмку места крушения парома Costa Concordia.

Во время аннексии Крыма и войны в Донбассе г. Pleiades постоянно вели наблюдение из космоса, предоставляя в распоряжение заинтересованных органов Европейского союза высокодетальные снимки